# 계재 정제용 초상
계재 정제용 초상(溪齋 鄭濟鎔 肖像)은 채용신이 계재(溪齋) 정제용(鄭濟鎔,1865~1907)의 정면좌상을 그린 초상화이다. 대한민국 경상남도 진주시, 경상대학교에서 소장하고 있다.
2013년 1월 3일 경상남도 유형문화재 제532호 경상대학교 소장 계재 정제용 초상화로 지정되었다가, 2018년 12월 20일 현재의 명칭으로 변경되었다.

## 개요
정제용은 조선말기 명리(名利)를 구하지 않고 옛 선현들의 가르침을 충실히 따르며 당파를 초월해 평생 군자의 길을 가고자 한 곧은 성정의 인물이다. 이 초상화는 특별한 꾸임 없이 정연한 자세로 정면을 응시하고 있는 점이나 위엄 있는 눈빛에서 곧고 의연한 군자의 성정이 역력히 표출되고 있으며 조선말기 초상화의 대가였던 채용신의 필치로 여겨지고 있어 역사적, 회화사적 가치가 크다.

## 같이 보기
- 정제용
- 채용신

## 참고 자료
- 계재 정제용 초상 - 국가유산청 국가유산포털